# Кештома
Ке́штома — река в Ярославской области России, впадает в Рыбинское водохранилище, протекает по территории Пошехонского района. Длина реки составляет 48 км, площадь водосборного бассейна — 201 км².

## Река
Исток реки находится на высоте около 180 м над уровнем моря к северу от урочища Гаево северо-западнее деревни Дубровка. Река течёт в основном на запад и северо-запад. Ниже деревни Дор отметка уровня воды — 141 м. Правый приток Моряжка впадает напротив расположенной на левом берегу деревни Дуравка. Непосредственно за Дуравкой следуют деревни Коровино и Рыкалово. Далее река значительный участок течёт по лесу и у деревни Ангуй попадает на обжитое пространство, она протекает мимо деревень Крутец, Дулово, Щетниково, Сброднево, Ситниково, Криково. У Крикова отметка уровня воды — 114,5 м. Далее следуют Мальгино, Нагинское, Ульяновское, Никулино, Покров-Кештома, Григорово, Момрачево, Сваруха. Устье реки находится в селе Кремнево, в 1,6 км по левому берегу залива реки Согожа, Рыбинского водохранилища.

## Приток Моряжка
Моряжка — правый приток реки, длина около 5 км. Протекает через деревню Займище, после которой в реку справа впадает ручей Марсомьянка. Марьяжка впадает в Кештому справа, напротив деревни Дуравка.

## Данные водного реестра
По данным государственного водного реестра России относится к Верхневолжскому бассейновому округу, водохозяйственный участок реки — Рыбинское водохранилище до Рыбинского гидроузла и впадающие в него реки, без рек Молога, Суда и Шексна от истока до Шекснинского гидроузла, речной подбассейн реки — Реки бассейна Рыбинского водохранилища. Речной бассейн реки — (Верхняя) Волга до Куйбышевского водохранилища (без бассейна Оки).
По данным геоинформационной системы водохозяйственного районирования территории РФ, подготовленной Федеральным агентством водных ресурсов:
- Код водного объекта в государственном водном реестре — 08010200412110000010089
- Код по гидрологической изученности (ГИ) — 110001008
- Код бассейна — 08.01.02.004
- Номер тома по ГИ — 10
- Выпуск по ГИ — 0